# (2252) CERGA
(2252) CERGA es un asteroide perteneciente al cinturón de asteroides, descubierto el 1 de noviembre de 1978 por Koichiro Tomita desde el Sitio de observación de Calern, Caussols, Francia.

## Designación y nombre
Designado provisionalmente como 1978 VT. Fue nombrado CERGA en homenaje al Centro de Investigaciones en Geodinámica y Astrometría (CERGA) desde donde investiga el astrónomo.